# Junkersdorf an der Weisach
Junkersdorf an der Weisach (amtlich Junkersdorf a.d.Weisach) ist ein Gemeindeteil der Gemeinde Pfarrweisach im unterfränkischen Landkreis Haßberge in Bayern.

## Geografie

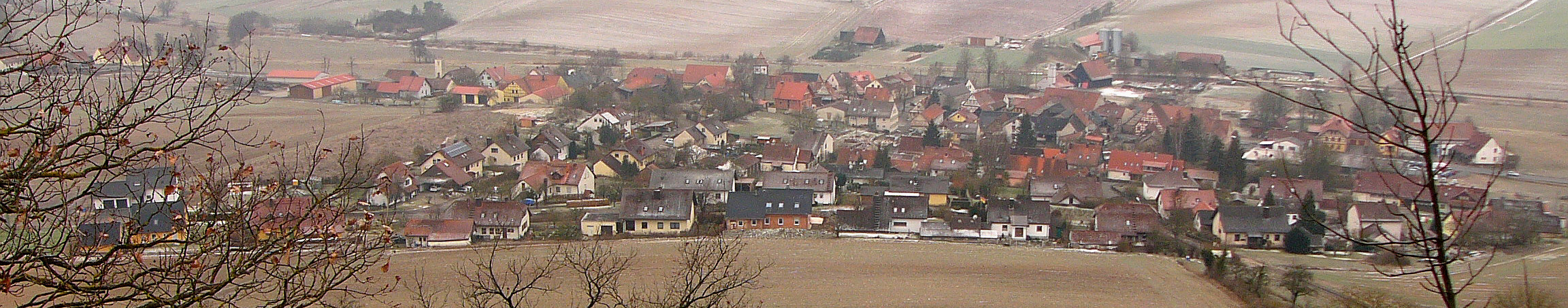
Junkersdorf an der Weisach von der Burgruine Altenstein aus gesehen

Das Straßendorf liegt im nordöstlichen Teil des Landkreises im Weisachgrund. Durch den Ort führt die Bundesstraße 279 von Breitengüßbach nach Bad Neustadt an der Saale. Weitere Straßen verbinden Junkersdorf mit Altenstein und Rabelsdorf.

## Geschichte
Der Ort an der alten würzburgischen Geleitstraße Bamberg–Königshofen entstand wohl zwischen dem Ende des 8. und dem 9. Jahrhundert. Die erste Nennung war 1232 in der Teilungsurkunde des Würzburger Bischofs Hermann, in der Ebern von der Pfarrei Pfarrweisach getrennt wurde und unter anderem „Junkerstorff“ bei der Mutterkirche verblieb. 1387 erhielten Ulrich und Wolfram von Stein ein Drittel eines Zehntes zu „Gunckhersdorf gelegen unter dem Altenstein“. 1554 besaßen die Herren von Stein den größten Teil des Dorfes, den 1607/22 die von Rotenhan erwarben. Im Verlauf des Dreißigjährigen Kriegs verminderte sich die Zahl der Junkersdorfer auf fünf rotenhanische Untertanen im Jahr 1644. Der Versuch einer gewaltsamen Rückbekehrung der evangelischen Einwohner zur katholischen Kirche am 1. Oktober 1629 war erfolglos.
1862 wurde die  1818 gebildete Ruralgemeinde Junkersdorf in das neu geschaffene bayerische Bezirksamt Ebern eingegliedert. Die Landgemeinde bestand aus dem Kirchdorf und der 2,0 Kilometer entfernten Einöde Hauckenmühle. Sie zählte im Jahr 1871 208 Einwohner, von denen 205 evangelisch waren, und 39 Wohngebäude. Junkersdorf gehörte zum Sprengel der 2,5 Kilometer entfernten evangelischen Pfarrei Altenstein. Eine evangelische Bekenntnisschule stand seit 1815 im Ort.
Im Jahr 1897 wurde Junkersdorf mit der Bahnstrecke Breitengüßbach–Maroldsweisach an das Schienennetz angeschlossen. 1900 hatte die 247,73 Hektar große Gemeinde 188 Einwohner und 34 Wohngebäude. 1925 lebten in Junkersdorf 182 Personen, von denen 6 katholisch waren, in 34 Wohngebäuden. Der Ort gehörte zum Sprengel der katholischen Pfarrei in Pfarrweisach.
1950 hatte die Gemeinde 280 Einwohner und 36 Wohngebäude. Im Jahr 1961 zählte Junkersdorf 235 Einwohner und 42 Wohngebäude. 1970 waren es 235 und 1987 268 Einwohner sowie 66 Wohngebäude mit 83 Wohnungen.
Am 1. Juli 1972 wurde der Landkreis Ebern aufgelöst und Junkersdorf kam zum Haßberg-Kreis. Am 1. Januar 1978 folgte die Eingliederung in die Gemeinde Pfarrweisach.
Am 27. Mai 1988 wurde auf der Bahnstrecke zwischen Ebern und Maroldsweisach der Personenverkehr eingestellt. Güterverkehr wurde bis zum 21. November 2001 durchgeführt. 2003 folgte die Stilllegung und der Rückbau der Gleise.

## Baudenkmäler

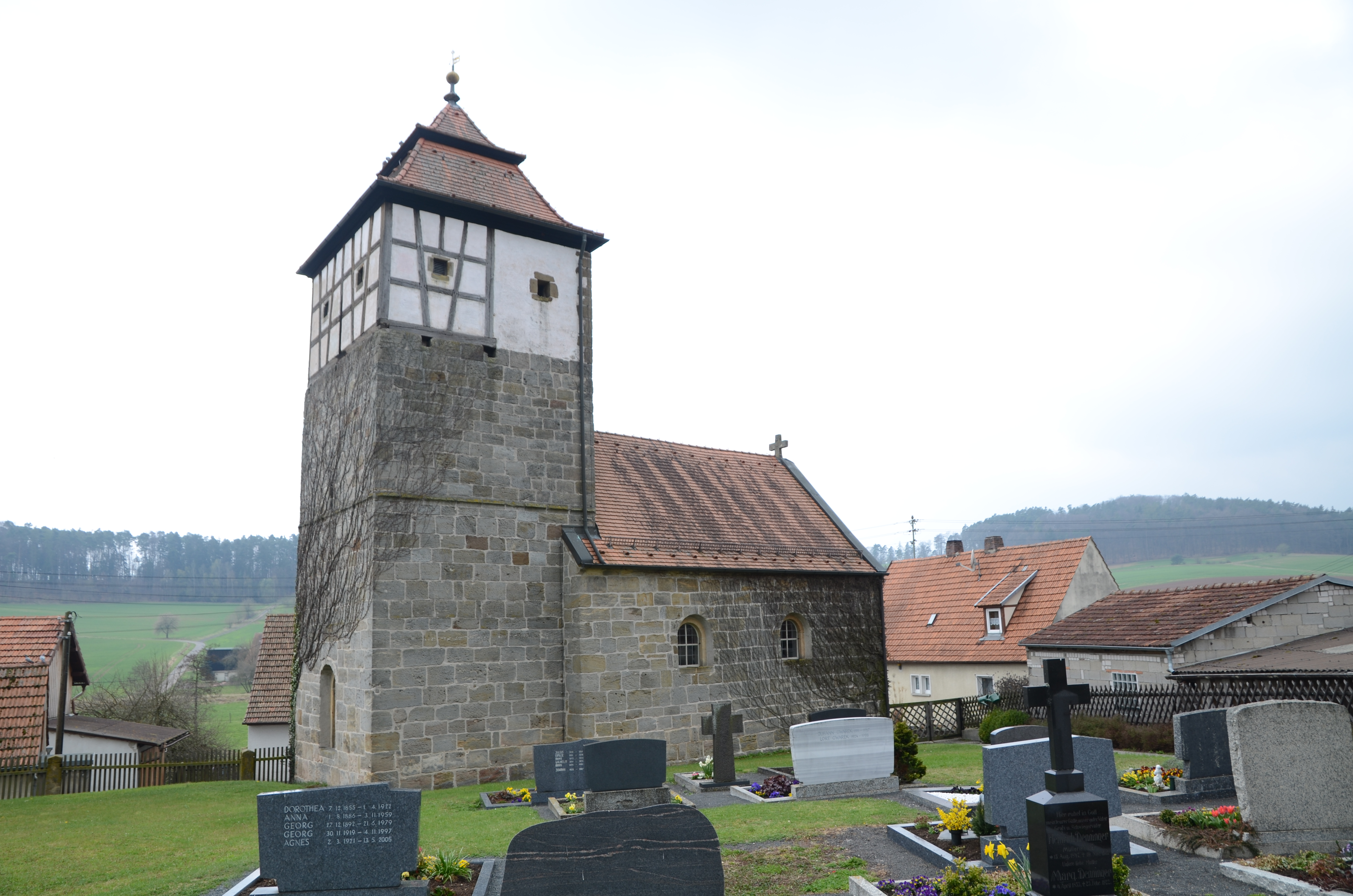
Evangelisch-lutherische Kirche

Die evangelisch-lutherische Kirche ist eine Chorturmkirche. Das Langhaus ist ein Saalbau mit einem Satteldach. Der spätromanische Chorturm besteht unten aus Sandsteinquadern und stammt im Kern aus dem 13. Jahrhundert. Das Fachwerkobergeschoss und das Mansardwalmdach des Turmes wurden 1797 errichtet.
In der Bayerischen Denkmalliste sind fünf Baudenkmäler aufgeführt.